# Aplington
Aplington é uma cidade localizada no estado americano de Iowa, no Condado de Butler.

## Demografia
Segundo o censo americano de 2000, a sua população era de 1054 habitantes. 
Em 2006, foi estimada uma população de 1023, um decréscimo de 31 (-2.9%).

## Geografia
De acordo com o United States Census Bureau tem uma área de 
1,5 km², dos quais 1,5 km² cobertos por terra e 0,0 km² cobertos por água. Aplington localiza-se a aproximadamente 297 m acima do nível do mar.

## Localidades na vizinhança
O diagrama seguinte representa as localidades num raio de 20 km ao redor de Aplington. 